# Johan August Brinell
Johan August Brinell (Bringetofta, Nässjö; 1849-Estocolmo, 1925) fue un ingeniero metalúrgico sueco, creador del método Brinell para determinar la dureza de un material, propuesto en el año 1900 durante la exposición universal de París.
Consiste en comprimir una bola de acero templado de un diámetro determinado sobre el material a ensayar, por medio de una carga y durante un tiempo establecido.
Realizó además grandes estudios sobre la composición interna del acero durante el proceso de calentamiento y enfriamiento.

## Obra

### Algunas publicaciones
- Om ståls texturförändringar under uppvärmning och afkylning, publicerad i Jernkontorets annaler, 1885, översatt till 20 språk
- Hållfasthetsprof och andra undersökningar å diverse metaller och ämnen. På bekostnad af Fagersta bruks aktiebolag, utförda till Pariserutställningen 1900, 1901
- Om kolorimetriska kolprof och kulprof såsom kontrollmetoder vid ståltillverkningen, 1904
- Seghärdning af götmetall med särskildt fästadt afseende på järnvägsmaterial. Föredrag vid jernkontorets tekniska diskussionsmöte den 31 maj 1905, 1905
- Om Cowper-Coles' elektrolytiska metod för framställning af plåt och rör m.m. af järn, 1912
- Vår torvfrågas nuvarande läge. Föredrag vid Jernkontorets tekniska diskussionsmöte den 31 maj 1916, 1916
- Undersökning rörande järns och ståls samt en del andra kroppars förmåga att motstå nötning, 1921